# Beala Reka, Șumen
Beala Reka (în bulgară Бяла Река) este un sat în comuna Vărbița, regiunea Șumen,  Bulgaria. 

## Demografie
Componența etnică a satului Beala Reka
     Romi (7,28%)
     Turci (75,78%)
     Nicio identificare (16,93%)
     Altele (0%)
La recensământul din 2011, populația satului Beala Reka era de 1.181 locuitori. Din punct de vedere etnic, majoritatea locuitorilor (75,78%) erau turci, cu o minoritate de romi (7,28%). Pentru 16,93% din locuitori nu este cunoscută apartenența etnică.